# Lindenminiermotte

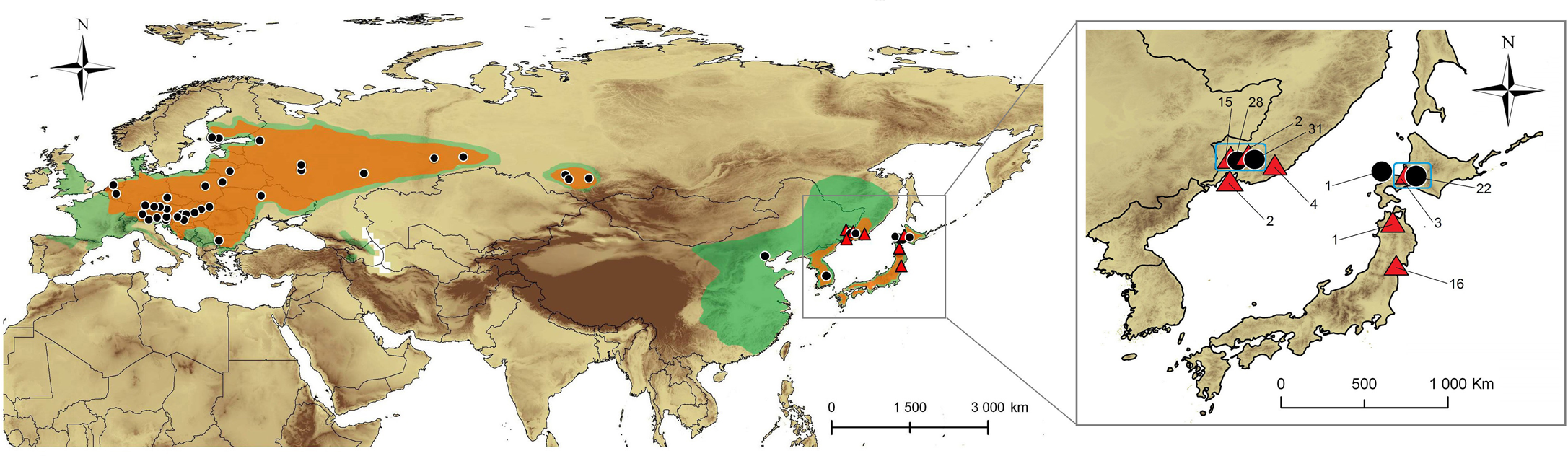
Verbreitungsgebiet von Phyllonorycter issikii in orange, das der Gattung Tilia (Linden) in grün

Die Lindenminiermotte (Phyllonorycter issikii) ist ein Schmetterling aus der Familie der Miniermotten (Gracillariidae).

## Merkmale
Die Falter zählen zu den Kleinschmetterlingen und erreichen eine Flügelspannweite von 7 mm. Die Vorderflügel der Falter unterscheiden sich abhängig von der Jahreszeit. Die Imagines, die im Frühjahr und im Frühsommer erscheinen, sind überwiegend ockergelb gefärbt. Die Vorderflügel der im Spätsommer geschlüpften Falter sind dunkelgrau-braun gefleckt, während die Wintergeneration, die im Herbst auftritt, einen hohen Anteil weißer Schuppen aufweist. Die 5–6 mm langen Raupen sind gelb-weiß gefärbt.

## Verbreitung
Die Lindenminiermotte stammt ursprünglich aus Japan, Korea und dem asiatischen Russland. Seit den 1970er Jahren kommt es zu einer Verbreitung westwärts. Im Jahr 1986 erreichte die Art Moskau, im Jahr 2000 Tschechien und Polen. Seit 2001 ist sie in Deutschland nachgewiesen und dehnt seither ihr Vorkommen in Europa immer weiter aus. Mittlerweile gibt es Funde in Benelux, in Österreich und in Italien.

## Lebensweise
Phyllonorycter issikii ist die einzige der sechs eingeschleppten Faltenminiermotten, die neben den aus ihrem ursprünglichen Herkunftsgebiet stammenden Pflanzen auch einheimische Pflanzenarten miniert. Die Art nutzt alle Baumarten der Gattung Tilia (Linden) als Wirtspflanzen. Die Art bildet abhängig vom Klima zwei bis vier Generationen im Jahr. Sie überwintert als Imago in der Bodenstreu. Zu den Wirtspflanzen in Europa zählt neben der Winterlinde (Tilia cordata) auch die Amerikanische Linde (Tilia americana), die Sommerlinde (Tilia platyphyllos) und die Holländische Linde (Tilia × vulgaris). Die Raupen minieren die Blattunterseite ihrer Wirtsbäume, bevorzugt im unteren Kronenbereich und an den Stockaustrieben. Es können bis zu 10 Minen am selben Blatt auftreten. Die Raupen verpuppen sich schließlich in einem Kokon im Blatt. Die Raupen der Lindenminiermotte werden in Mitteleuropa im Gegensatz zur Rosskastanienminiermotte in gleichem Maße (60–90 Prozent) wie andere Phyllonorycter-Arten von einheimischen Parasitoiden befallen.

## Taxonomie
Die Art wurde von Tosio Kumata im Jahr 1963 als Lithocolletis issikii erstbeschrieben.

## Bilder

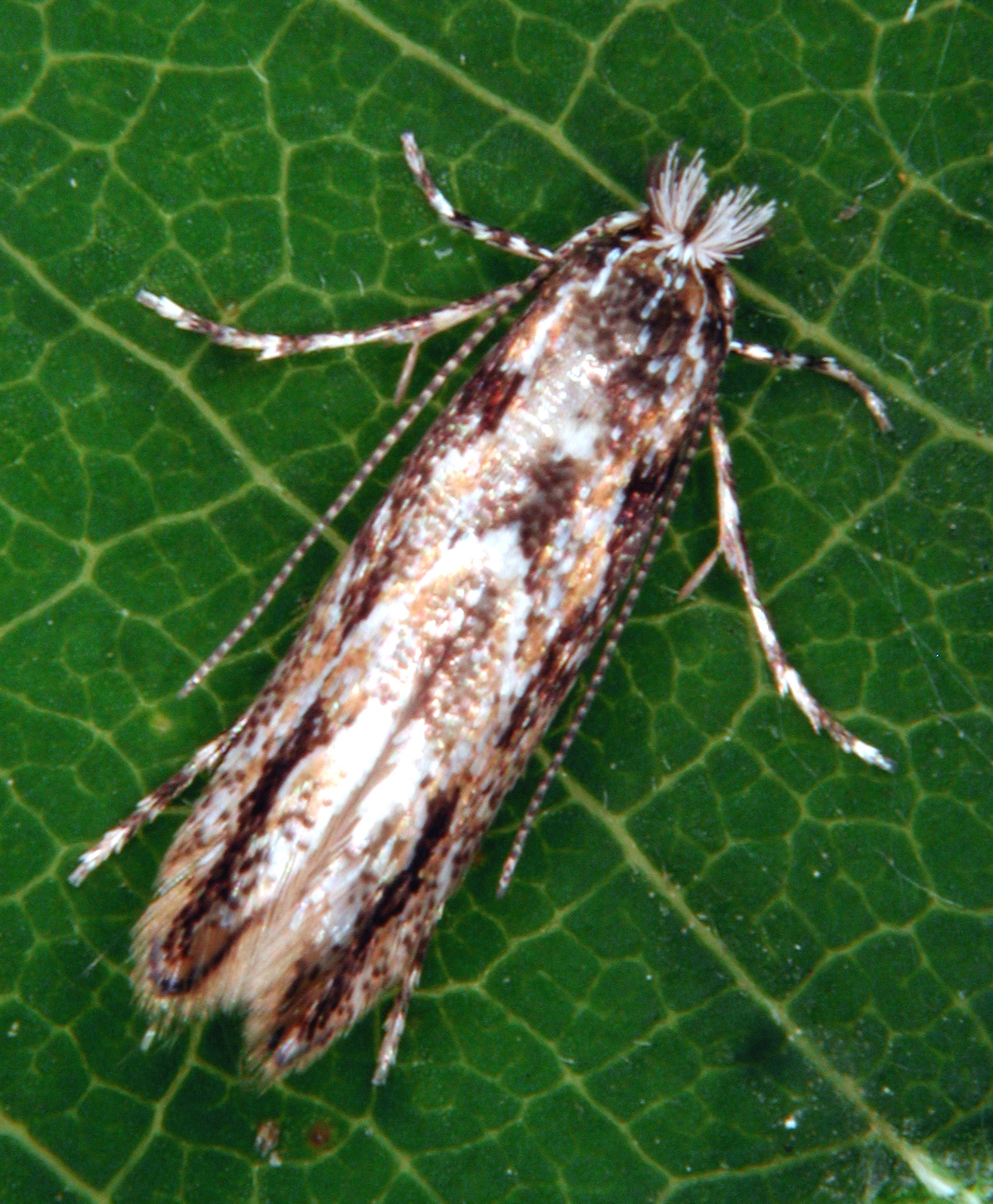
Dorsalansicht
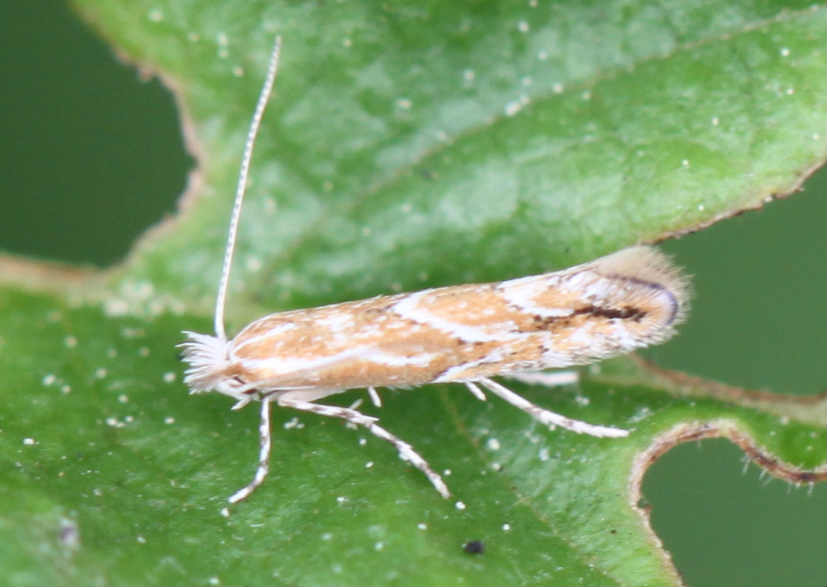
Phyllonorycter cf. issikii, Sommerform
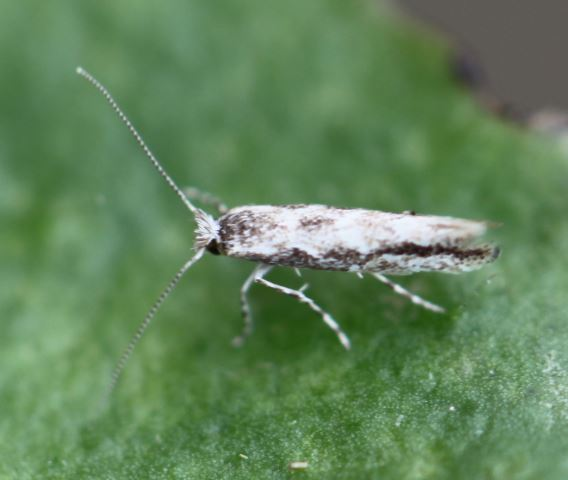
Phyllonorycter cf. issikii, Winterform
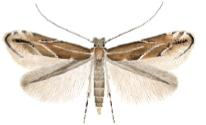
Skizze der Flügel der Sommerform
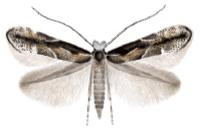
Skizze der Flügel der Winterform
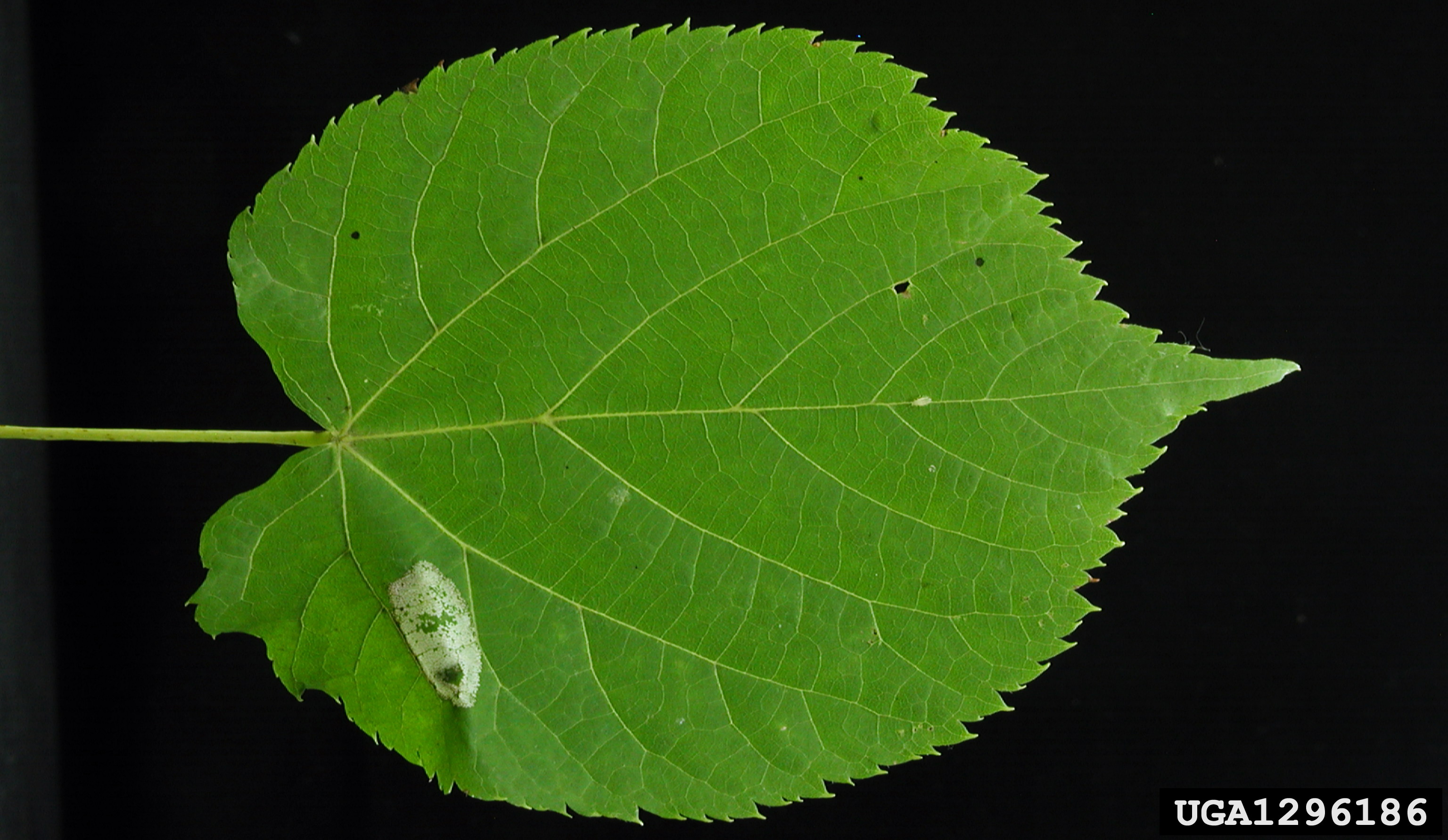
Blattmine an Lindenblatt
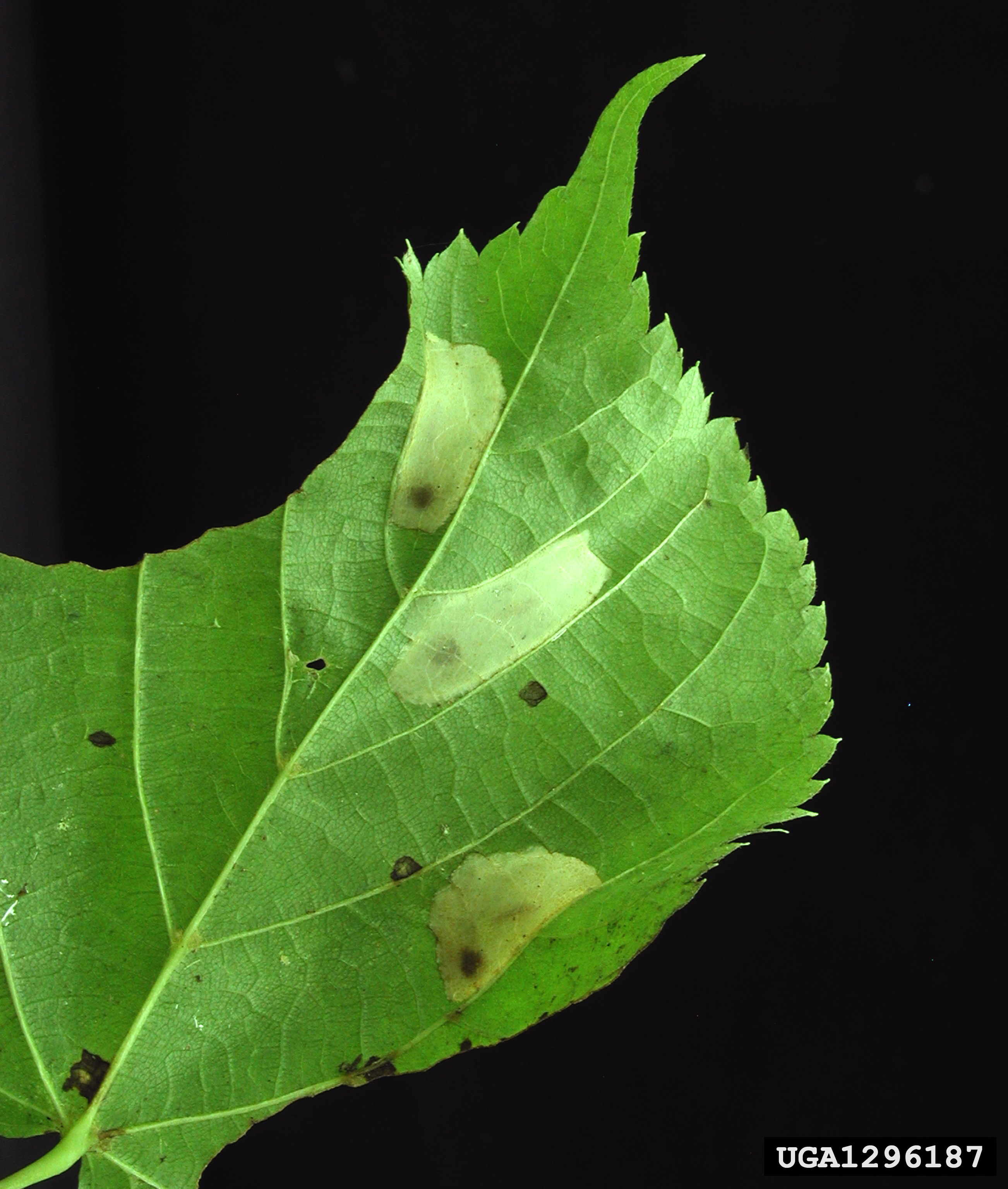
Blattminen
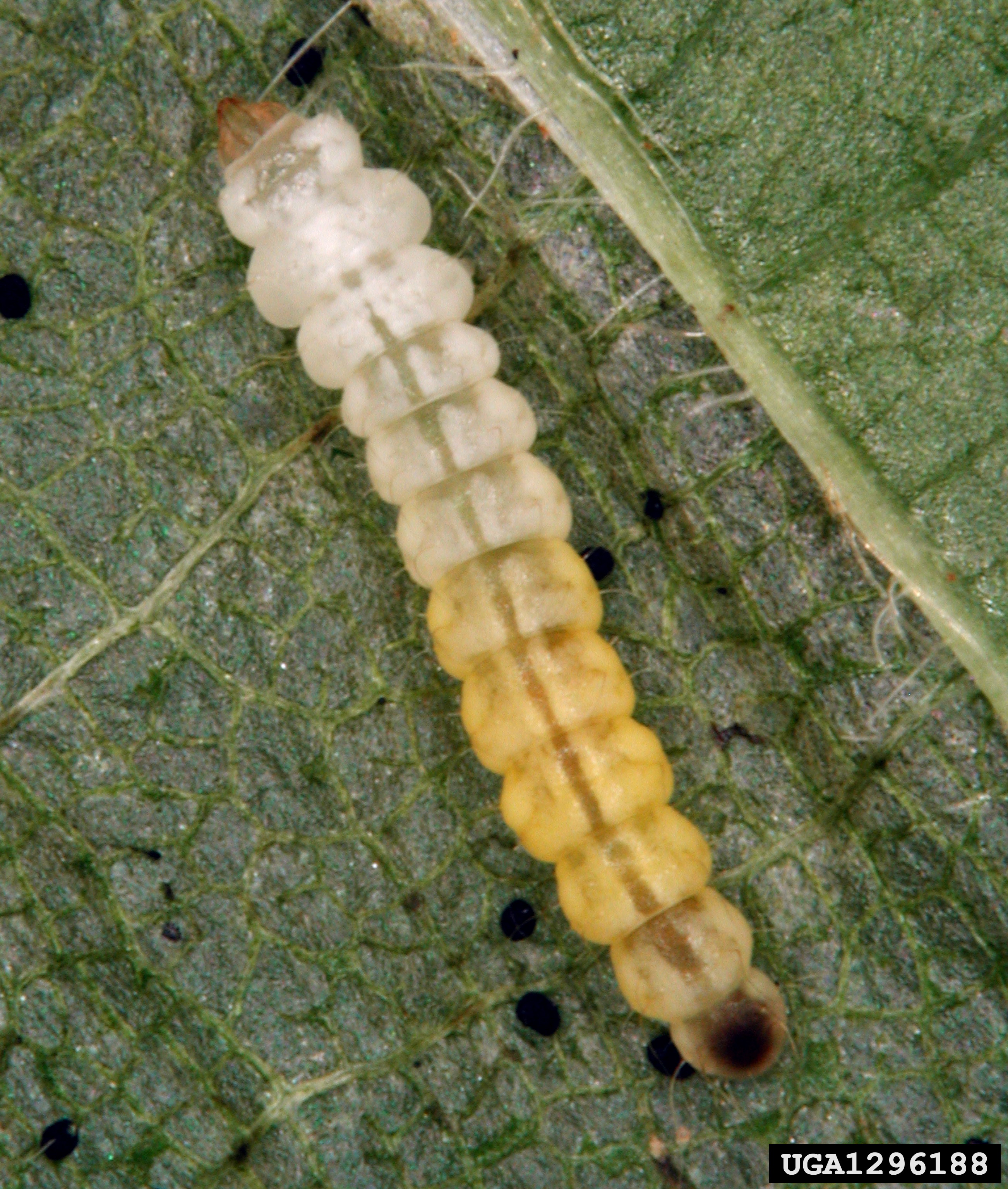
Raupe
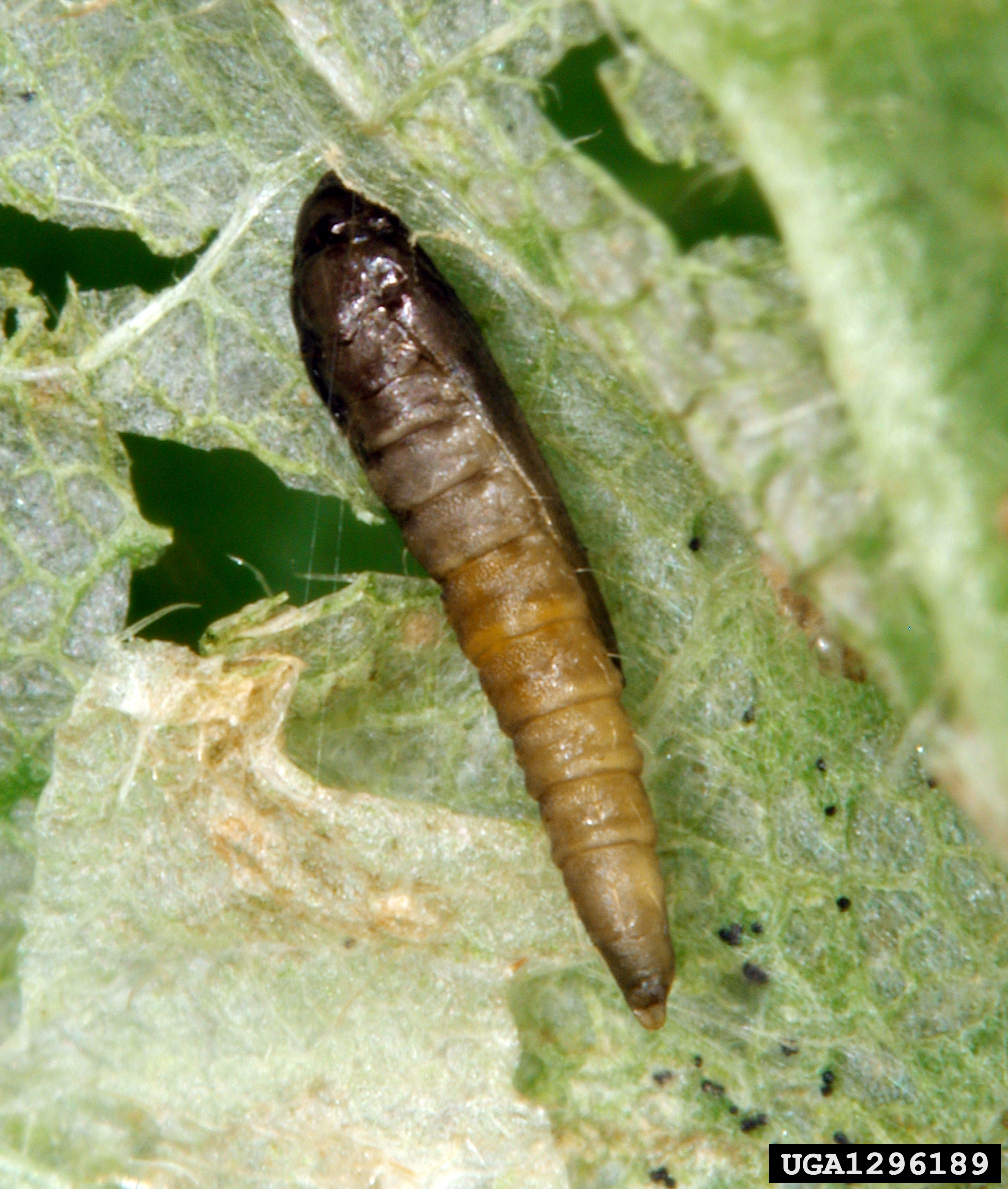
Puppe